# Déplacement (psychanalyse)
Pour les articles homonymes, voir Déplacement.
Le déplacement est un processus qui intervient dans le travail du rêve, que Freud analyse en premier lieu dans L'Interprétation du rêve (1900). Il se manifeste plus généralement dans toutes les formations de l'inconscient.

## Le déplacement dans le travail du rêve
Freud a spécifiquement mis en évidence le déplacement dans le rêve. Le déplacement tel qu'il l'envisage dans L'Interprétation du rêve renvoie à un phénomène descriptivement frappant, qui peut aboutir à un décentrage de tout l'éclairage du rêve. Le déplacement favorise la condensation. 

## Le déplacement comme mécanisme de défense
Le déplacement a une fonction défensive : ce processus est particulièrement présent dans la formation des symptômes hystériques ou obsessionnels, ainsi que dans les productions de mots d'esprit et dans le transfert. Le déplacement peut également s'opérer sur un objet phobique. Ce mécanisme permet alors « d'objectiver, de localiser, de circonscrire l'angoisse ».

## Chez Lacan
Jacques Lacan fait le lien entre le déplacement et la métonymie : il s'agit du changement d'un mot tout en gardant une proximité, un lien avec le nom initial.